# 胡若愚 (雲南)

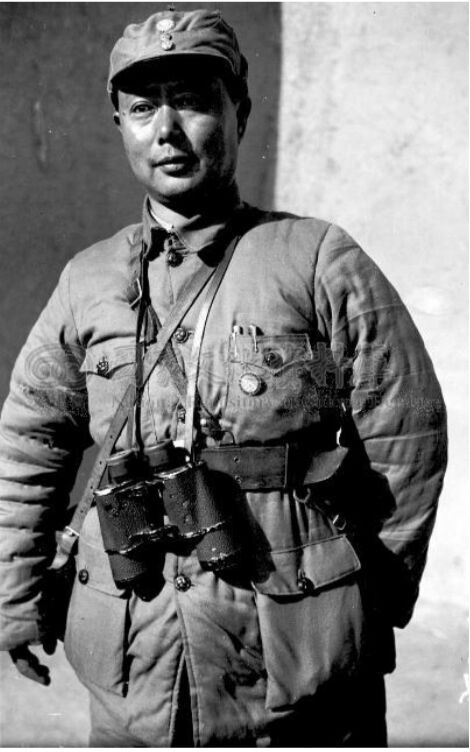
胡若愚

胡若愚（1894年2月24日—1949年11月26日），别名学礼，字子嘉。中华民国军事将领，滇军将领。

## 生平

### 在滇軍的昇進
胡若愚生于一个地主家庭，父亲为秀才。胡若愚自罗平两等小学堂毕业後，1910年（宣統2年）入雲南陸軍講武堂第4期。1911年（宣統3年）10月，参加革命派的昆明重九起義。其後，在唐继尧手下逐步昇進，参加了護国战争、護法战争。1918年（民国7年），升任旅長。
1922年（民国11年）春，胡若愚被唐继尧任命为第2路司令兼前敌副总指揮（后升任总指揮），为击败顧品珍使唐继尧复辟作出了貢献。胡若愚因功而被封为滇中鎮守使兼戒严司令，驻扎昆明。后来，改任滇南鎮守使，驻蒙自。其時，龙雲、張汝驥、李選廷均为鎮守使，连同胡若愚是唐继尧手下的四鎮守使。
1925年（民国14年），奉唐继尧的命令，胡若愚同龙云进攻广西省。但他们遭到李宗仁领导的新桂系反击而败退。其後，唐继尧的弟弟唐继虞削弱了四鎮守使的权力。此外，对于唐继尧的反国民政府路线，胡若愚、龙云抱持反感。
1927年（民国16年）2月6日，四鎮守使发动兵变，迫使唐继尧、唐继虞兄弟下野。3月8日，胡若愚出任雲南省政府省務委員会主席委員，宣誓效忠国民政府。胡若愚任国民革命軍第39軍軍長，龙云任国民革命軍第38軍軍長。

### 被龙雲击敗
随后，胡若愚同龙云之間发生了争夺云南主導权的斗争。6月14日，胡若愚先发制人，逮捕了龙云。但是，龙云手下的盧漢从昆明逃走，拥立在滇軍中声望很高的胡瑛，开始对胡若愚进行反撃。由于战局不利，胡若愚释放了龙云，并离开昆明。随后，胡若愚和張汝驥在貴州省政府主席周西成的帮助下反击龙云。1929年（民国18年）7月，胡若愚完全敗北，被迫离开云南。

### 後期
後来，胡若愚加入李宗仁的新桂系。参加了反蒋介石的軍事活動，但以失敗告終。1933年（民国22年），胡若愚赴德国学习軍事。1936年（民国25年）夏，胡若愚归国。1937年抗日战争爆发，胡若愚被李宗仁任命为第五战区代理参謀長。後又历任各職。
抗日战争结束後，胡若愚退役。1948年（民国37年），当选行憲国民大会代表，为李宗仁当选副总統尽力。1949年（民国38年）2月國共內戰形勢危急，经雲南出身的第58軍軍長兼第11兵团司令魯道源（白崇禧配下）的推薦，胡若愚臨危受命重出江湖任该兵团副司令，重归军界。9月，胡若愚任第58軍軍長。其後，代因病入院的魯道源领导第11兵团。
同年11月末，於广西岑溪、容县一带與共軍交战，所部敗北並被全歼，胡若愚本人亦於战斗中中彈戰死，享年56岁。